# Chad von York

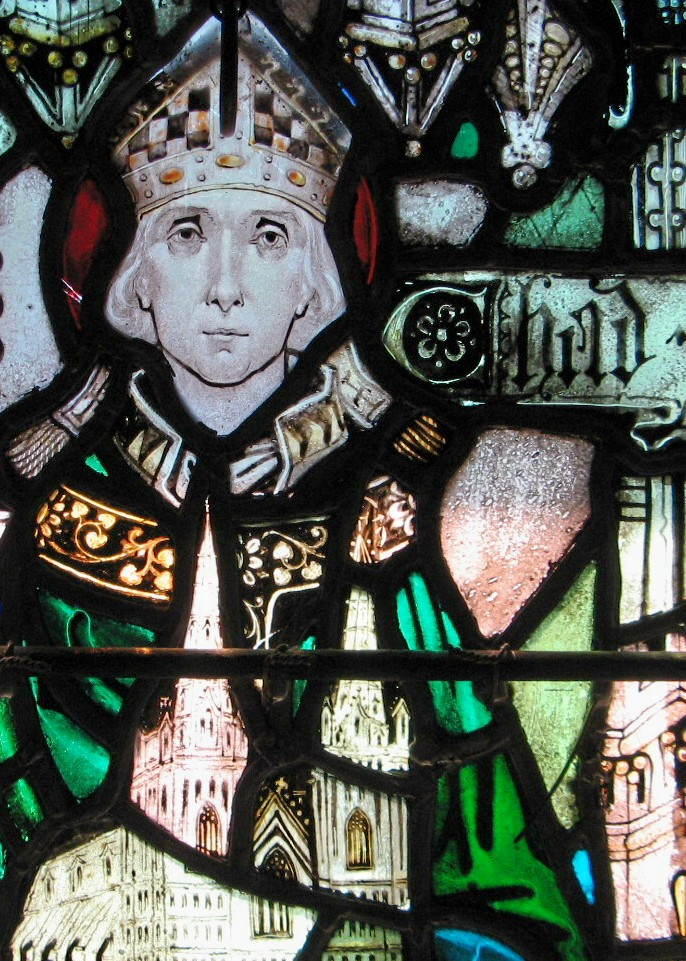
Chad von York in einem Fenster des Holy Cross Monastery (West Park, New York)

Der Heilige Chad (auch Ceadda) (* um 623; † 2. März 672 in Lichfield) war in den Jahren 664–669 zweiter Bischof von York; sein Gedenktag ist der 2. März.

## Biografie
Chad stammte wahrscheinlich aus Northumbria. Er war der jüngste von vier Brüdern, von denen vor allem Cedd Bekanntheit erlangen sollte. Gemeinsam mit Cedd wurde er in Lindisfarne von Abt Aidan zum Geistlichen ausgebildet, nach dessen Tod beide 651 nach Irland gingen, um ihre Ausbildung fortzusetzen, wo Chad Egbert kennenlernte, den späteren Abt von Iona. Sein Bruder kehrte bald darauf nach England zurück, um in Essex für die Missionierung zu wirken. Chad unterstützte seinen Bruder, als dieser 658 in Lastingham in Yorkshire ein Kloster errichtete. Nachdem Cedd dort 664 an der Pest gestorben war, wurde Chad Nachfolger seines Bruders als Abt des Klosters.
In dieser Zeit spitzte sich der Konflikt um die Zugehörigkeit Northumbrias zur katholischen oder zur iro-schottischen Kirche zu, die auf der Synode von Whitby im römischen Sinne gelöst wurde; Chad hatte, wie bei seinem Werdegang nicht anders zu erwarten, die iro-schottische Position vertreten. In der Folgezeit kam es allerdings zu einem langwierigen Streit um die Besetzung des Bistums von York, das im Rahmen der Neuorganisation der northumbrischen Kirche erneut etabliert werden sollte, nachdem der erste dortige Bischof Paulinus 633 hatte fliehen müssen. Nachdem zunächst Chad für den Posten vorgesehen war, bestand Wilfrid, der auf der Whitbyer Synode die Hauptrolle gespielt hatte, darauf, dass er selbst zum Bischof von York geweiht werde. Chad wollte die Angelegenheit vor den Erzbischof von Canterbury, Deusdedit bringen, doch erfuhr er bei seiner Ankunft dort, dass Deusdedit kurz zuvor der Pest erlegen war. Dessen designierter Nachfolger Wighart war auf dem Weg nach Rom, um seine eigene Weihe einzuholen, und Bischof Ithamar von Rochester lag ebenfalls im Sterben. Der einzig verfügbare angelsächsische Bischof war Bischof Wine von Dorchester in Wessex, da aber für eine ordnungsgemäße Weihe drei Bischöfe erforderlich waren, zog Chad noch Bischöfe der walisischen Kirche hinzu, sodass er in der Kathedrale von Dorchester zum Bischof von York geweiht werden konnte.
Im Jahr 666 kehrte Wilfrid, der nach Compiègne gereist war, um sich von römisch-katholischen Bischöfen weihen lassen zu können, nach England zurück, woraufhin sich Wilfrid mit der Abtei Ripon zufriedengeben musste und in der Folge seine Aufgabe darin sah, in Mercia zu missionieren. 669 entschied allerdings Theodor von Tarsus, der Erzbischof von Canterbury, den Streit um den Yorker Bischofsstuhl zu Gunsten von Wilfrid, sodass Chad zurücktreten musste. Als Ersatz nahm er das Bischofsamt in Lichfield, dem neuen Bistum für Mercia, an, wo er König Wulfhere bei der Christianisierung Mercias unterstützte und wo er am 2. März 672 starb.

## Darstellung und Verehrung
Der meist im Bischofsornat dargestellte Chad von York wird in mehreren Kirchen der anglikanischen Glaubensgemeinschaft verehrt. Sein Gedenktag in der Church of England ist der 2. März.